# Sancha He
Der Sancha He (chinesisch 三岔河, Pinyin Sānchà Hé – „Drei-Gabelung-Fluss“) ist der südlichere der beiden Quellflüsse des Wu Jiang, eines rechten Nebenflusses des Jangtse.

## Verlauf
Die Quelle des Sancha He liegt im Westteil der Provinz Guizhou im Kreis Weining am östlichen Fuß des Gebirges Wumeng Shan. Er ist 326 km lang, sein Einzugsgebiet beträgt 7.264 Quadratkilometer. Im Dongfeng-Stausee vereinigt er sich mit dem Liuchong He zum Wu Jiang.
An dem Fluss befindet sich das Wasserkraftwerk Yinzidu.